# God's Gonna Cut You Down
God Gonna Cut You Down (également connu sous le nom de " God Almighty's Gonna Cut You Down ", " God Gonna Cut 'Em Down ", " Run On " et " Sermon ") est une chanson folklorique traditionnelle. Elle a été enregistrée pour la première fois par le Golden Gate Quartet en 1946 et publiée pour la première fois la même année par The Jubalaires. Depuis lors, la piste a été enregistrée dans différents genres, y compris country, folk, rock alternatif, electronica et black metal. Les paroles avertissent les pécheurs qu'ils ne peuvent pas éviter le jugement de Dieu.
En tant que « God Gonna Cut You Down », il a été interprété par Odetta sur Odetta Sings Ballads and Blues (1956), Johnny Cash sur American V: A Hundred Highways (2006) à titre posthume et Marilyn Manson en tant que single en 2019. En tant que "Run On", il a été enregistré par Elvis Presley et Tom Jones. La chanson a été reprise par de nombreux autres artistes. Une version de Bill Landford & the Landfordaires de 1949 a ensuite été largement échantillonnée pour la chanson 1999 " Run On " de Moby.

## Reprise de Johnny Cash
Johnny Cash a enregistré une version de "God's Gonna Cut You Down" sur American V: A Hundred Highways en 2003, avec un arrangement assez différent des versions gospel les plus connues de la chanson. [réf. nécessaire]   En janvier 2016, cette version de la chanson s'est vendue à 672 000 exemplaires aux États-Unis.
Un clip vidéo réalisé par Tony Kaye  a été réalisé pour cette version fin 2006, trois ans après la mort de Cash. La vidéo a été entièrement tournée en noir et blanc et présente un certain nombre de célébrités: David Allan Coe, Patricia Arquette, Travis Barker, Peter Blake, Bono, Sheryl Crow, Johnny Depp, les Dixie Chicks, Flea, Billy Gibbons, Whoopi Goldberg, Woody Harrelson, Dennis Hopper, Terrence Howard, Jay-Z, Mick Jones, Kid Rock, Anthony Kiedis, Kris Kristofferson, Amy Lee, Tommy Lee, Adam Levine, Shelby Lynne, Chris Martin, Kate Moss, Graham Nash, Iggy Pop, Lisa Marie Presley, Q-Tip, Corinne Bailey Rae, Keith Richards, Chris Rock, Rick Rubin, Patti Smith, Sharon Stone, Justin Timberlake, Kanye West, Brian Wilson et Owen Wilson.
Cette version est apparue dans la série Fox Gotham, lors de l'épisode intitulé " What the Little Bird Told Him ". Elle a également figuré dans l'épisode de la saison 3 de la série NBC The Blacklist, " The Director: Conclusion ", et dans la série CBC Republic of Doyle, où il a fermé l'épisode 10 de la saison 2, "The Special Detective". [réf. nécessaire]
La chanson est utilisée par le lanceur de relève des St. Louis Cardinals Andrew Miller, le lanceur de relève des Angels de Los Angeles Cody Allen, ainsi que Brad Boxberger, plus proche des Royals de Kansas City, comme musique d'entrée. Dans le baseball indépendant, Tyler Nordgren des Champions d'Ottawa utilise également cette chanson comme walk-up song.
La chanson est présente dans la campagne solo de Battlefield 3, et une version de la reprise de Cash, remixée par Ninja Tracks, est utilisée dans la présentation gameplay de la Gamescom pour Battlefield 1.
La chanson est également utilisée dans la bande-annonce de Tom Clancy's Splinter Cell: Conviction et dans la bande-annonce de True Grit des frères Coen en 2010.
Le remix "Mondkopf Plus de Sommeil" de la performance de Cash est apparu dans une campagne publicitaire pour le Jeep Grand Cherokee 2011 (WK2) .
La chanson est également utilisée dans la bande - annonce officielle de Frostpunk - "Serenity".

## Reprise de Marilyn Manson
Marilyn Manson a enregistré une reprise de la piste pendant les sessions de leur dixième album studio, Heaven Upside Down, qui est sorti en 2017  La chanson a été jouée plusieurs fois en direct lors de la tournée de concerts de cet album. Leur version studio du morceau est apparue pour la première fois sur le film Ethan Hawk 24 Hours to Live  la bande originale a été diffusée par Varèse Sarabande le 8 décembre 2017  La chanson est ensuite sortie en single en téléchargement et streaming le 18 octobre 2019, en tandem avec une tournée du groupe. Un disque image vinyle est sorti le 13 décembre 2019 et limité à 3000 exemplaires dans le monde. Le single en vinyle présente l'une des aquarelles de Manson comme œuvre d'art.
Un clip réalisé par Tim Mattia, qui avait auparavant réalisé le clip du morceau Born Villain "Hey, Cruel World ...", été tourné à Joshua Tree, en Californie, et a également été publié le 18 octobre,,. La piste a culminé à la huitième place sur Hot Rock Songs et en numéro un sur Rock Digital Songs - le plus haut classement du groupe sur les deux tableaux.

## Autres enregistrements
- La chanson a été enregistrée pour la première fois par le Golden Gate Quartet le 5 juin 1946 sous le titre God's Gonna Cut You Down, et publiée pour la première fois plus tard cette année-là par The Jubalaires, sous le titre "God Almighty's Gonna Cut You Down"[2].
- Bill Landford et les Landfordairs ont enregistré la piste sous le titre Run On for a Long Time le 15 décembre 1949, à Memphis, Tennessee.
- La chanteuse et militante des droits civiques américaine Odetta a enregistré la chanson sous le nom de God's Gonna Cut You Down dans le style d'une réunion pour le renouveau de la foi du XIXe siècle prêchant l'hymne, pour son album de 1957 Odetta Sings Ballads and Blues[21].
- Bobbie Gentry a publié une version de la chanson, sous le titre Sermon, sur son album de 1968 The Delta Sweete[22].
- Le chant de la version de Bill Landford a été échantillonné par le musicien d'électronique américain Moby pour Run On, un single de son cinquième album studio Play en 1999[23].
- Une version de Run On d'Elvis Presley est apparue sur la compilation 2004 de BMG So High: Nashville Outtakes 1966–1968[24].
- Le quatuor a capella Pow Wow l'a interprété sur son album Regagner les plaines.
- Tom Jones a enregistré Run On pour son album 2010 Praise and Blame[25].
- La version de Kevin Lovatt de God's Gonna Cut You Down a été présentée pendant le générique de clôture du film The Hollow Point de 2016[26].
- Mercury Rev a réenregistré l'album The Delta Sweete de Gentry en 2019 ; leur version de Sermon comportait des voix de Margo Price[27].
- La chanteuse allemande Nina Hagen a enregistré Run On pour son album 2010 Personal Jesus .
- En 2022, la chanson est interprétée par Barns Courtney sur une composition de Matthew Barnes sous le nom de God's Gonna Cut You Down pour le jeu As Dusk Falls.